# HNoMS Otra
Le HNoMS Otra était un dragueur de mines de la Marine royale norvégienne de la Seconde Guerre mondiale. Il est capturé par la Kriegsmarine lors de la campagne de Norvège. Il prend le nom de Togo et sert comme mouilleur de mines durant toute la guerre en Norvège. Après 1945 il sert au sein de l'administration allemande du déminage en mer du Nord et en mer Baltique. Il est rendu à la Norvège en 1946.

## Contexte
Alors que la menace de la guerre en Europe est devenue de plus en plus précise, la Marine royale norvégienne prend la décision d'améliorer la ces capacités de navires de guerre des mines. Dans un premier temps un certain nombre de canonnières ont été transformées en mouilleurs de mines et en dragueurs de mines.
La guerre devenant imminente, deux nouveaux dragueurs de mines sont construits à cet effet au chantier naval d'Oslo Nylands Mekaniske Værksted. Les deux navires (HNoMS Otra et HNoMS Rauma) ont été achevés et mis en service peu de temps avant l'invasion allemande de la Norvège. Les navires de la classe Otra utilise le système de dragage de mines Paravane(Oropesa).

## Campagne de Norvège
Peu avant l'invasion allemande la Royal Navy avait établi des champs de mines proche des côtes norvégiennes (Stad, Hustadvika et Bodø) pour bloquer le ravitaillement allemand en minerai de fer suédois en provenance de Narvik ( Opération Wilfred). En réponse, le gouvernement norvégien a ordonné aux dragueurs de mines Otra et Rauma de naviguer vers le nord à partir de leur base de Horten et balayer les champs de mines, le 9 avril 1940.
L'attaque allemande principale fut de prendre la base navale de Horten dans l'Oslofjord dès le 9 avril 1940. L'Otra était sorti du port pour se renseigner sur l'information d'une attaque et fut intercepté par la force allemande et isolé pendant l'attaque par le croiseur lourd Blücher. La défense de la base était faite par le HNoMS Rauma et le mouilleur de mines HNoMS Olav Tryggvason qui ne purent empêcher le débarquement d'une petite troupe d'infanterie. Les forces norvégiennes de Horten ont dû céder la place et les navires se rendre à l'ennemi.

## Mouilleur de mines Togo
Après la prise allemande de la base navale d'Horten, les navires norvégiens ont été transférés à la Kriegsmarine. L' Otra, au mouillage proche du village de Filtvet dans l'Oslofjord est capturé le 10 avril 1940 par le torpilleur Möwe. Il est remis en service sous le nom de Togo, transformé en mouilleur de mines, et reçoit un renforcement d'armement. Il sert d'abord en tant que patrouilleur pour la flottille de protection du port de Tromsø. Puis il est transféré au port d'Oslo au sein de la 59° flottille de protection du port et est immatriculé en 1941 V 5908. En avril 1944 il est transféré à la 65° flottille de protection du port sous le matricule V 6512.

## Après-guerre
Après la capitulation allemande en 1945 le Togo sert au sein du service allemand de déminage dans les eaux territoriales norvégiennes avant d'être remis à la Marine royale norvégienne à Bogen le 18 janvier 1946 et reprend son nom HNoMS Otra.
En avril 1949 il est transformé en navire-école pour la formation des équipages de mouilleur des mines. Il est désarmé à Horten le 21 août 1959 et mis en réserve jusqu'à sa vente en avril 1963.

## Note et référence
- (en) Cet article est partiellement ou en totalité issu de l’article de Wikipédia en anglais intitulé « HNoMS Otra (1939) » (voir la liste des auteurs).